# Vladko
Vladko je moško osebno ime.

## Izvor imena
Ime Vladko je različica moškega osebnega imena Vladimir.

## Pogostost imena
Po podatkih Statističnega urada Republike Slovenije je bilo na dan 31. decembra 2007 v Sloveniji število moških oseb z imenom Vladko: 151.

## Osebni praznik
Osebe z imenom Vladko godujejo skupaj z Vladimiri.